# Ромініг Куаме
Ромініг Куаме Н'Гессан (фр. Rominigue Kouamé N'Guessan, нар. 17 грудня 1996, Лопу, Кот-д'Івуар) — малійський футболіст, півзахисник французького клубу «Труа» та збірної Малі.

## Біографія

### Клубна кар'єра
Ромініг Куаме народився в Лопу в Кот-д'Івуарі. Переїхав у Малі у віці 12 років для виступів за Majestic SC, а потім за Академію Жана-Марка Гіллу із Бамако. Через п'ять років перейшов до клубу «Реал Бамако».
В березні 2016 року перейшов у «Лілль» разом зі співвітчизником Івом Біссума, однак потрапив у резервну команду.
Влітку 2017 року бере участь в тренуваннях і контрольних матчах з основною командою «Лілля» і 6 серпня 2017 року дебютує у Лізі 1, вийшовши в другому таймі матчу з «Нантом» і віддавши гольову передачу на Анвара Ель-Газі. 19 серпня 2017 року продовжив контракт з «Ліллем» до 2022 року.
Пропустивши значну частину сезону 2017/18 через травму, Куаме втратив місце в основному складі та був відданий в оренду: на сезон 2018/19 до «Парижа» з Ліги 2, а на наступний сезон до бельгійського «Серкля» (Брюгге). В обох клубах він був основним півзахисником.

### У збірній
Куаме потрапив у заявку збірної Малі на Чемпіонат африканських націй 2016 року. Першу гру за національну команду провів 19 січня 2016 року, вийшовши на заміну  на 85 хвилині гри проти Уганди (2:2). Разом зі збірною дійшов до фіналу, в якому програв ДР Конго.

## Статистика виступів

### Статистика виступів за збірну
Станом на 14 листопада 2021 року
| Дата       | Місто   | Господарі | Результат | Гості       | Турнір                                            | Голи | Примітки |
| ---------- | ------- | --------- | --------- | ----------- | ------------------------------------------------- | ---- | -------- |
| 19-1-2016  | Гісеньї | Малі      | 2 – 2     | Уганда      | Чемпіонат африканських націй 2016 - груповий етап | -    | 85'      |
| 23-1-2016  | Гісеньї | Зімбабве  | 0 – 1     | Малі        | Чемпіонат африканських націй 2016 - груповий етап | -    | 62'      |
| 27-1-2016  | Кігалі  | Замбія    | 0 – 0     | Малі        | Чемпіонат африканських націй 2016 - груповий етап | -    | 72'      |
| 31-1-2016  | Кігалі  | Туніс     | 1 – 2     | Малі        | Чемпіонат африканських націй 2016 - чвертьфінал   | -    | 44'      |
| 4-2-2016   | Кігалі  | Малі      | 1 – 0     | Кот-д'Івуар | Чемпіонат африканських націй 2016 - півфінал      | -    | 52'      |
| 7-2-2016   | Кігалі  | ДР Конго  | 3 – 0     | Малі        | Чемпіонат африканських націй 2016 - фінал         | -    | 54'      |
| 1-9-2017   | Рабат   | Марокко   | 6 – 0     | Малі        | Відбір до ЧС 2018                                 | -    | 64'      |
| 6-9-2021   | Кампала | Уганда    | 0 – 0     | Малі        | Відбір до ЧС 2022                                 | -    | 90+3'    |
| 10-10-2021 | Найробі | Кенія     | 0 – 1     | Малі        | Відбір до ЧС 2022                                 | -    | 70'      |
| 14-11-2021 | Агадір  | Малі      | 1 – 0     | Уганда      | Відбір до ЧС 2022                                 | -    | 68'      |
| Усього     |         | Матчів    | 10        |             | Голів                                             | 0    |          |

## Досягнення
У збірної  Малі:
- Фіналіст Чемпіонату Африки з футболу: 2016